# Beckerina luteihalterata
Beckerina luteihalterata är en tvåvingeart som beskrevs av Borgmeier 1925. Beckerina luteihalterata ingår i släktet Beckerina och familjen puckelflugor. Inga underarter finns listade i Catalogue of Life.